# Адилов, Агитай
Агитай Адилов (узб. Ag‘itay Adilov; 1941, Тахтакупырский район, Каракалпакская АССР — 14 августа 2012, Тахтакупырский район, Республика Каракалпакстан) — заслуженный работник сельского хозяйства Узбекистана (1992), сенатор (2005), Герой Узбекистана (2005). 

## Биография
Агитай Адилов родился в 1941 году в Тахтакупырском районе Каракалпакской АССР. Работал бухгалтером в совхозе «Давкара» Тахтакупырского района; главным бухгалтером совхоза «Кунгироткул»; директором совхоза «Тахтакупыр», впоследствии, ширкатного хозяйства «Тахтакупыр»; в 2007 году был назначен председателем альтернативного МТП «Адилет-Тахта».
Своей работой, Адилов внес значительный вклад в развитие сельского хозяйства и фермерского движения в сложных природных и климатических условиях Каракалпакстана. 
В 2005 году был избран сенатором от Республики Каракалпакстан.
За многолетний труд на благо родины, Агитай Адилов был в 1998 году награждён медалью «Шухрат», в 2003 году орденом «Эл-юрт Хурмати», а в 2005 году ему было присвоено звание Героя Узбекистана.
Агитай Адилов скончался 14 августа 2012 года.

## Награды и премии
- Герой Узбекистана (2005)
- Орден «Эл-юрт хурмати» (2003)[7]
- Медаль «Шухрат» (1998)
- Заслуженный работник сельского хозяйства Узбекистана (1992)
- Заслуженный экономист Каракалпакской АССР (1976)